# Call My Name (minialbum)
Call My Name – dziesiąty minialbum południowokoreańskiej grupy Got7, wydany 4 listopada 2019 roku przez JYP Entertainment i dystrybuowany przez Dreamus. Ukazał się w czterech wersjach fizycznych (A–D) oraz cyfrowej. Płytę promował główny singel „You Calling My Name” (kor. 니가 부르는 나의 이름).
Sprzedał się w nakładzie 298 361 egzemplarzy w Korei Południowej (stan na grudzień 2019). Zdobył certyfikat Platinum w kategorii albumów.

## Lista utworów
| CD | CD                                                                                 | CD                                                    | CD                                                           | CD                              | CD      |
| Nr | Tytuł utworu                                                                       | Tekst                                                 | Kompozycja                                                   | Aranżacja                       | Długość |
| -- | ---------------------------------------------------------------------------------- | ----------------------------------------------------- | ------------------------------------------------------------ | ------------------------------- | ------- |
| 1. | „Niga Bureuneun Naui Ireum” (kor. 니가 부르는 나의 이름, ang. You Calling My Name) | J.Y. Park “The Asiansoul”, Lee Seu Ran, KASS, DEFSOUL | Louis Schoorl, Marco Borrero, Benjamin Ingrosso, David Brook | Louis Schoorl & MAG             | 3:14    |
| 2. | „PRAY”                                                                             | DEFSOUL, iHwak, JOMALXNE                              | DEFSOUL, iHwak, JOMALXNE, Zayson, RoseInPeace                | Zayson, RoseInPeace             | 3:47    |
| 3. | „Now or Never” (feat. Jonas Blue)                                                  | KASS                                                  | Guy Robin, Ed Drewett, Danielle Eliza Owen                   | Guy Robin                       | 3:05    |
| 4. | „THURSDAY”                                                                         | DEFSOUL, iHwak, Royal Dive                            | DEFSOUL, iHwak, Royal Dive                                   | Royal Dive                      | 3:26    |
| 5. | „RUN AWAY”                                                                         | VENDORS, Jinyoung, Ryu Dasom (Jamfactory)             | Christian Fast, Henrik Nordenback, Jimmy Claeson             | Henrik Nordenback               | 4:04    |
| 6. | „Crash & Burn”                                                                     | earattack, KASS, Yugyeom, SELAH, Lee Seu Ran, eniac   | earattack, Christoffer Semelius                              | Christoffer Semelius, earattack | 3:24    |

## Notowania
| Lista                                   | Pozycja |
| --------------------------------------- | ------- |
| Gaon Weekly Album Chart                 | 1       |
| Five Music (Tajwan)                     | 1       |
| Oricon Weekly Album Chart               | 16      |
| Australian Digital Albums (ARIA Charts) | 17      |
| Heatseekers Albums (Billboard)          | 8       |
| World Albums (Billboard)                | 5       |